# رمز الخطر وفق النظام العالمي المتوافق
رمز الخطر وفق النظام العالمي المتوافق تشكل رموز الخطر جزءاً من تعليمات النظام العالمي المتوافق لتصنيف وترميز المواد الكيميائية (GHS ). توجد مجموعتان من الرموز المستخدمة وفق هذا النظام؛ الأولى من أجل ترميز العبوات في مكان العمل، والثانية من أجل ترميز المواد الخطرة أثناء نقلها بوسائل المواصلات. لا ينبغي استخدام المجموعتين على المواد الكيميائية في نفس الوقت.

## رموز الخطر الفيزيائية
| |  | الاستخدام |
| - متفجرات غير مستقرة - المتفجّرات؛ من الأنواع 1.1, 1.2, 1.3, 1.4, 1.5, 1.6 - مواد ومزائج متفاعلة ذاتياً؛ من الأنماط A و B - بيروكسيدات عضوية؛ من الأنماط A و B |  |           |
| GHS01: متفجّر GHS01: Explosive |  |           |

| |  | الاستخدام |
| - غازات سهلة الاشتعال؛ من التصنيف 1 - جزيئات معلقة في غاز سهلة الاشتعال (إيروسول)؛ من التصنيفات 1 و 2 - سوائل سهلة الاشتعال؛ من التصنيفات 1 و 2 و 3 و 4 - أجسام صلبة سهلة الاشتعال؛ من التصنيفات 1 و 2 - مواد ومزائج متفاعلة ذاتياً؛ من الأنماط B و C و D و E و F - سوائل تلقائية الاشتعال؛ من التصنيف 1 - أجسام صلبة تلقائية الاشتعال؛ من التصنيف 1 - أجسام صلبة قابلة للاشتعال؛ من التصنيف 3 - سوائل قابلة للاشتعال؛ من التصنيف 3 - مواد ومزائج ذاتية التسخين؛ من التصنيفات 1 و 2 - مواد ومزائج تصدر غازات سهلة الاشتعال عند التماس مع الماء؛ من التصنيفات 1 و 2 و 3 - بيروكسيدات عضوية؛ من الأنماط B و C و D و E و F |  |           |
| GHS02: سهل الاشتعال ! GHS02: Flammable |  |           |

| |  | الاستخدام |
| - غازات مؤكسدة؛ من التصنيف 1 - سوائل مؤكسدة؛ من التصنيف 1 و 2 و 3 - أجسام صلبة مؤكسدة؛ من التصنيف 1 و 2 و 3 |  |           |
| GHS03: مؤكسد GHS03: Oxidizing                                                                               |  |           |

|                                                                       |  | الاستخدام |
| - موائع مضعوطة سواءً غاز أو سائل أو سوائل مبردة ومضغوطة أو غازات منحلة |  |           |
| GHS04: غاز مضغوط GHS04: Compressed Gas                                |  |           |

|                                              |  | الاستخدام |
| - مواد أكالة للفلزات (المعادن)؛ من التصنيف 1 |  |           |
| GHS05: أكّال GHS05: Corrosive                 |  |           |

| |  | الاستخدام |
| - المتفجرات؛ من الأنواع 1.5 و 1.6 - غازات سهلة الاشتعال؛ من التصنيف 2 - مواد ومزائج ذاتية التفاعل؛ من النمط G - بيروكسيدات عضوية؛ من النمط G |  |           |
| لا حاجة إلى استخدام رمز |  |           |

## رموز الخطر على الصحة
|                                                                                         |  | الاستخدام |
| - سمية حادة (بالتناول فموياً، أو بالتماس مع الجلد أو بالاستنشاق)؛ من التصنيفات 1 و 2 و 3 |  |           |
| GHS06: سامّ GHS06: Toxic                                                                 |  |           |

| |  | الاستخدام |
| - سمية (بالتناول فموياً، أو بالتماس مع الجلد أو بالاستنشاق)؛ من التصنيف 4 - تهيج الجلد؛ من التصنيفات 2 و 3 - تهيج العين؛ من التصنيف 2A - تحسس الجلد؛ من التصنيف 1 - تسمم عضو محدد إبّان تعرض لمرة واحدة؛ من التصنيف 3 - تهيج المجرى التنفسي - تأثيرات مخدرة لا يستخدم في حال - وجود رمز الجمجمة والعظمتين المتصالبتين - من أجل تهيج الجلد أو العين في حال: - وجود رمز «أكال» - وجود رمز «خطر على الصحة» للإشارة إلى حساسية الجهاز التنفسي |  |           |
| GHS07: مضرّ GHS07: Harmful |  |           |

| |  | الاستخدام |
| - تحسس الجهاز التنفسي؛ من التصنيف 1 - مطفّر؛ من التصنيفات 1A و 1B و 2 - مسرطن؛ من التصنيفات 1A و 1B - سمية على الجهاز التناسلي (مسبب للعقم)؛ من التصنيفات 1A و 1B - سمية على عضو محدد إبان التعرض لمرة واحدة؛ من التصنيفات 1 و 2 - سمية على عضو محدد إبان التعرض لمرات متعددة؛ من التصنيفات 1 و 2 - خطر على التنفس؛ من التصنيف 1 و 2 |  |           |
| GHS08: خَطِر على الصحّة GHS08: Health hazard |  |           |

| |  | الاستخدام |
| - سمية (بالتناول فموياً، أو بالتماس مع الجلد أو بالاستنشاق)؛ من التصنيف 5 - تهيج للعين؛ من التصنيف 2B - سمية على الجهاز التناسلي عبر الإرضاع |  |           |
| لا حاجة لاستخدام رمز |  |           |

## رموز الخطر على البيئة
| |  | الاستخدام |
| - خطر حاد على البيئة المائية؛ من التصنيف 1 - خطر مزمن على البيئة المائية؛ من التصنيفات 1 و 2 - سمية بيئية؛ من التصنيفات 1 و 2 |  |           |
| GHS09: خَطِر على البيئة GHS09: Environmental hazard                                                                             |  |           |

| |  | Usage |
| - خطر حاد على البيئة المائية؛ من التصنيفات 2 و 3 - خطر مزمن على البيئة المائية؛ من التصنيفات 3 و 4 |  |       |
| لا حاجة للرمز                                                                                      |  |       |